# Hasselaersbuurt
De Hasselaersbuurt is een buurt in de Haarlemse wijk Zijlwegkwartier. De buurt is gelegen ten zuiden van de Zijlweg, en begrensd door het spoor Haarlem–Leiden en de Brouwersvaart. De wijk grenst aan het centrum van de stad.
De buurt bestaat voornamelijk uit bebouwing uit begin van de twintigste eeuw. Sinds 2005 is het Patronaat gevestigd in deze buurt, deze poptempel behoort tot de tien grote clubpodia van Nederland.